# Bonhoeffer-Haus (Berlin)

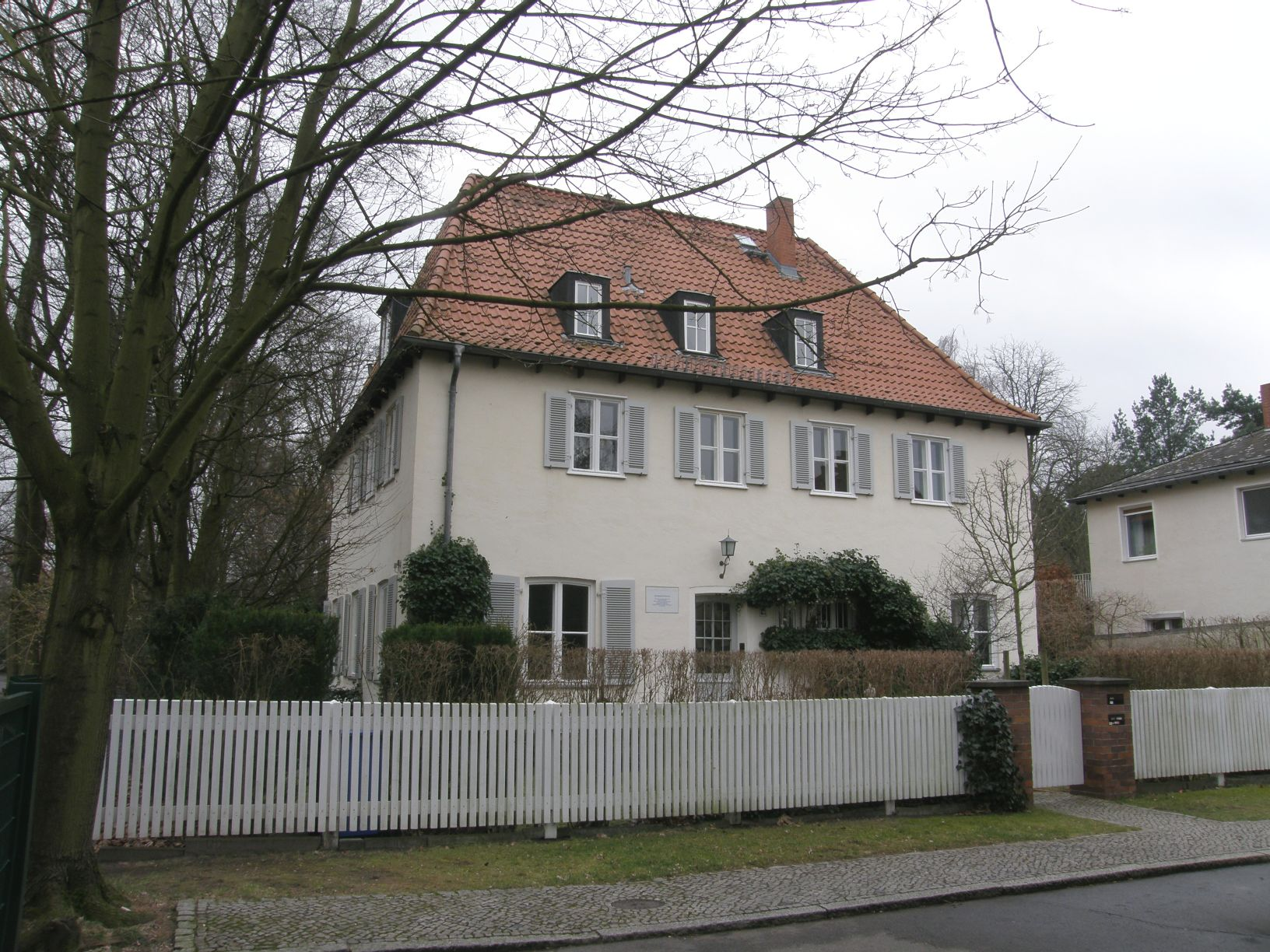
Bonhoeffer-Haus

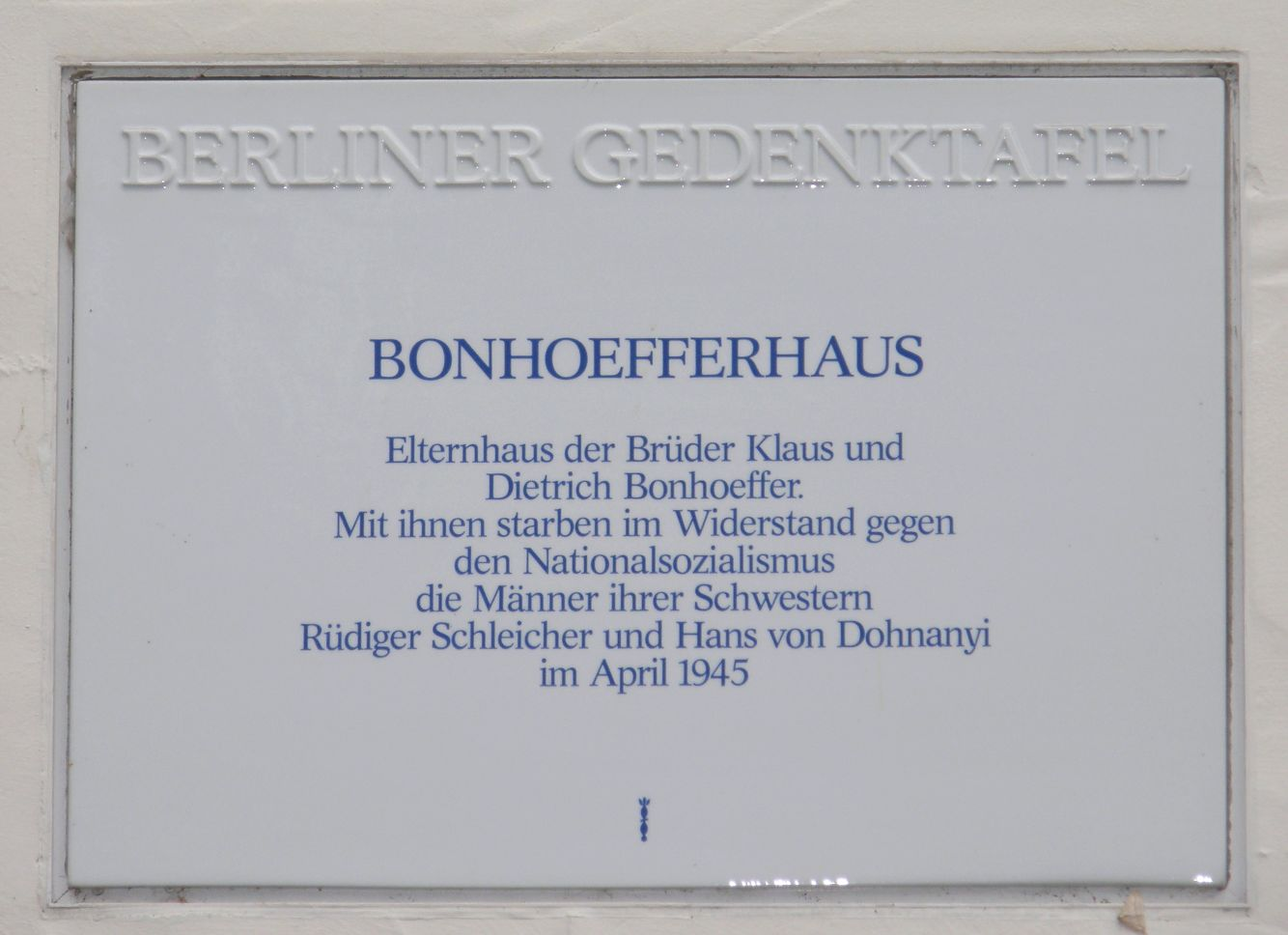
Gedenktafel am Bonhoeffer-Haus

Das Bonhoeffer-Haus ist eine Berliner Erinnerungs- und Begegnungsstätte in Trägerschaft der Evangelischen Kirche Berlin-Brandenburg-schlesische Oberlausitz. Sie befindet sich im ehemaligen Wohnhaus der Familie Bonhoeffer in der Siedlung Heerstraße im Bezirk Charlottenburg-Wilmersdorf. Es ist nicht zu verwechseln mit dem Dietrich-Bonhoeffer-Haus in Berlin-Mitte, wo während der Wende der Runde Tisch tagte.
Im Haus befindet sich eine Dauerausstellung sowie eine Präsenzbibliothek über das Leben und Wirken Dietrich Bonhoeffers. Das Studienzimmer Dietrich Bonhoeffers, in dem er wohnte und arbeitete, wenn er sich in Berlin aufhielt, wurde in einen weitgehend originalgetreuen Zustand zurückversetzt. Ausstellung und Studienzimmer können nach Voranmeldung besichtigt werden.
Außerdem kann das Haus von christlichen und anderen gesellschaftlichen Initiativen für Seminare oder kleinere Tagungen genutzt werden.
Das Gebäude steht unter Denkmalschutz.

## Geschichte des Hauses
Das Haus in der Marienburger Allee 43 wurde als Alterswohnsitz für Karl Bonhoeffer und dessen Frau Paula von Hase nach Entwürfen des Architekten Jörg Schleicher errichtet. Es gehört zu den Bauten der letzten Bauphase in der Siedlung Heerstraße, die gegenüber den restlichen Wohnhäusern in der Siedlung deutlich größer und meist freistehend angelegt wurden.
Der Gebäudekörper ist zweigeschossig und mit einem hohen Walmdach abgeschlossen. Während Schleicher die Fassade der Gartenseite des Bonhoeffer-Hauses streng symmetrisch hielt, bezieht die Straßenfront ihren Reiz aus Asymmetrien und gegeneinander verschobenen Achsen. Die Fenster sind viergeteilte Sprossenfenster mit Klappläden.
Der Grundriss war typisch für damalige bürgerliche Häuser. Die Diele lag zentral im Gebäude, zum Garten zeigten im Erdgeschoss Herren-, Damen- und Esszimmer, zur Straße Salon und Küche. Im Obergeschoss befanden sich hinter dem nahezu über die gesamte Gebäudebreite verlaufenden Balkon das Schlafzimmer und das Frühstückszimmer. Außerdem wurde im Obergeschoss eine Einliegerwohnung für die Mutter Karl Bonhoeffers eingerichtet.
Auf dem Nachbargrundstück Marienburger Allee 42 wurde ebenfalls von Jörg Schleicher ein Wohnhaus errichtet, hier für seinen Bruder Rüdiger Schleicher und dessen Frau Ursula, die älteste Schwester Dietrich Bonhoeffers.

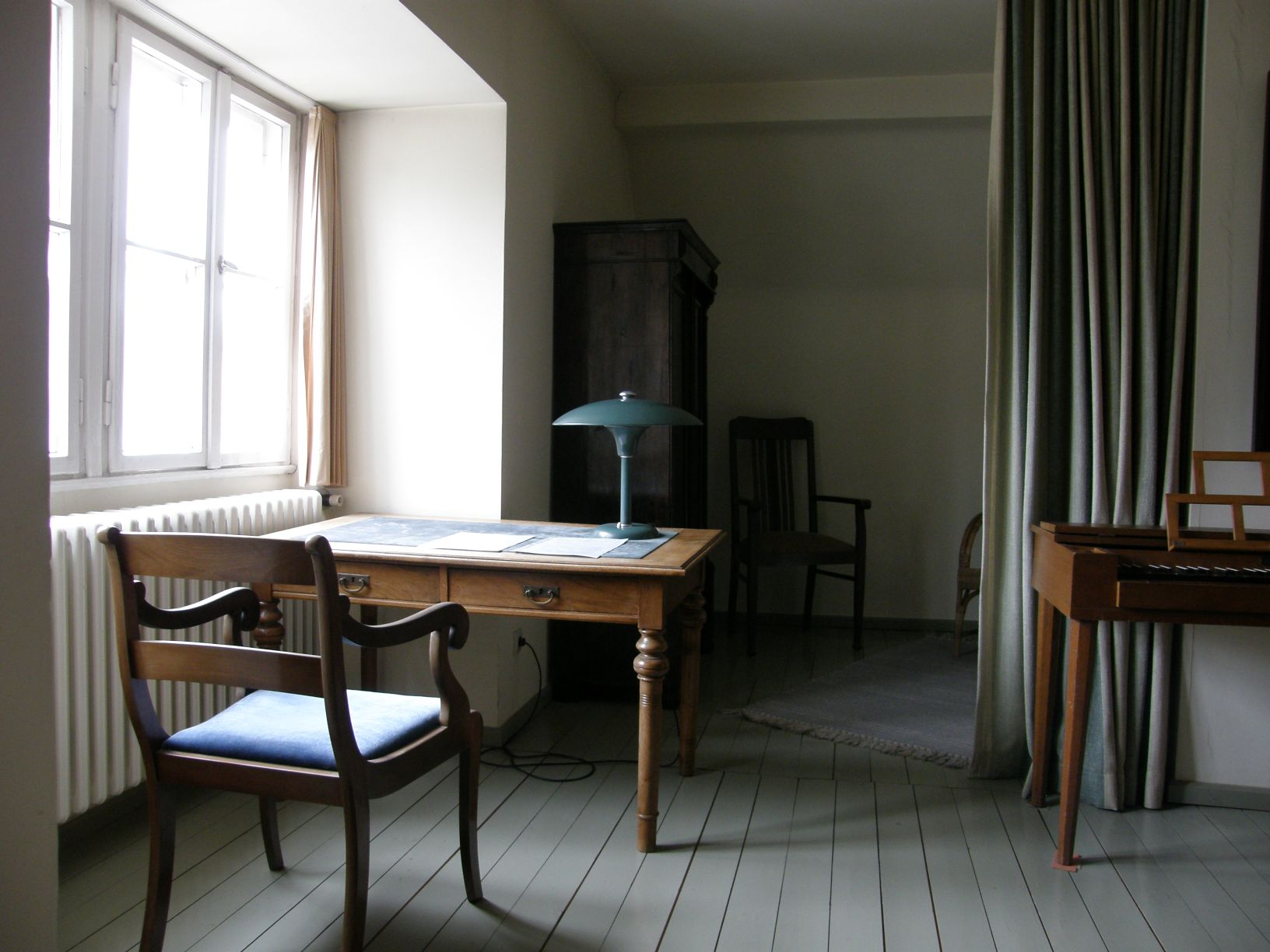
Studienzimmer Dietrich Bonhoeffers

1935 zogen die Bonhoeffers von der Wangenheimstraße in Berlin-Grunewald in das neu errichtete Wohnhaus um. In seinem Studienzimmer, das für seine Berlinaufenthalte im Dachgeschoss angelegt worden war, schrieb Dietrich Bonhoeffer Teile der Ethik sowie das Werk Nach zehn Jahren, das im Haus versteckt den Krieg überdauerte.
In diesem Haus fanden konspirative Treffen zur Koordinierung des Widerstandes gegen die nationalsozialistische Diktatur statt. An diesen Treffen nahmen neben Dietrich Bonhoeffer sein Bruder Klaus und seine Schwager Hans von Dohnanyi und Rüdiger Schleicher teil. Am 5. April 1943 wurde Dietrich Bonhoeffer in diesem Haus von der Gestapo verhaftet. Klaus von Dohnanyi formulierte später in Bezug auf das Bonhoeffer-Haus „der verschwörerische, auf Attentat und Umsturz gerichtete Widerstand zu Hause war wie nirgendwo anders in Deutschland“.
Nachdem Karl und Paula Bonhoeffer 1948 bzw. 1951 verstorben waren, erwarb 1951 die Evangelische Landeskirche mit Unterstützung der Schwedischen Kirche das Haus. Eberhard Bethge, Freund und Biograf Dietrich Bonhoeffers, zog als Studentenpfarrer der Berliner Studentengemeinde mit seiner Familie in das Haus ein; im ehemaligen Studierzimmer von Dietrich Bonhoeffer wohnten zwei Studenten. Nachdem Bethge Berlin verlassen hatte, wurde das Haus umgebaut und war ab 1956 Zentrum der Studentengemeinde der TU Berlin. Gleichzeitig wurden in der ehemaligen Wohnung Bethges weitere Wohnmöglichkeiten für Studierende geschaffen. Nachdem sich die gesellschaftlichen Aktivitäten Ende der 1960er Jahre direkt an die Hochschulen verlagert hatten, wurde das gesamte Haus 1969 selbstverwaltetes Wohnheim für Studierende. Sowohl die Bindung an die Evangelische Kirche als auch an die Geschichte des Hauses war zu dieser Zeit nur noch sehr lose.
Nach Kritik aus dem In- und Ausland bezüglich des Umgangs mit diesem Haus beschloss die Kirchenleitung im November 1983, ein Nutzungskonzept für das Haus aufzustellen. Das Konzept von Burckhard Scheffler, der 1984  Studentenpfarrer an der TU Berlin wurde, das Haus in eine Erinnerungs- und Begegnungsstätte umzuwandeln, wurde zur Umsetzung ausgewählt. 1984 bis 1987 erfolgte der Umbau des Hauses, der von der EKD und der Stiftung Deutsche Klassenlotterie gefördert wurde. Am 1. Juni 1987 wurde die Erinnerungs- und Begegnungsstätte eröffnet.
Als am 26. Oktober 2003 Hans von Dohnanyi mit dem Titel Gerechter unter den Völkern geehrt wurde, fanden die diesbezüglichen Feierlichkeiten im Bonhoeffer-Haus statt.
Pfarrer i. R. Burckhard Scheffler war von 1987 bis 2015 Geschäftsführer der Erinnerungs- und Begegnungsstätte Bonhoeffer-Haus. Von Oktober 2015 bis Juli 2019 war Pfarrer Martin Dubberke Geschäftsführer des Hauses, bis er als Gemeindepfarrer nach Garmisch-Partenkirchen wechselte.